# Дестунис, Надежда Александровна
Надежда Александровна Дестунис (урождённая Крылова; 2 ноября 1827 года — 1 мая 1866 года) — российская писательница.

## Биография
Родилась 2 ноября в 1827 году в селе Кулыгино, в Новгородской губернии, её отец, А. Крылов туда переехал, потому что он управлял училищем для глухонемых людей, и такая деятельность для него оказалась слишком сложной, и он решил заняться сельским хозяйством.
В возрасте четырёх у Н. А. Дестунис умер отец, она и сестра, остались на попечении у матери и бабушки, до 11 она и её семья жили в деревне, мать приучала Надежду к труду и прививала знание русской литературы, бабушка заставляла учить Историю государства Российского, а няня пела песни и читала сказки, а также на её мировоззрение повлияли условия в которых она и её семья жила, в сельской местности, среди природы, все факторы повлияли на её литературное будущее, и любовь к России.
В 1838 году мать Надежды и её сестры имея желание для своих детей получить хорошее образование, переехала в город Санкт-Петербург. Надежда не довольствовалась небольшими знаниями, которые получала от преподавателей, и занималась самообразованием, читая книги по разным отраслям науки.
Она увлекалась чтениями статей Белинского, хотя сожалела что не находит в нём сочувствия народной словесности, на неё произвел большое впечатление В. Ф. Одоевский, и в доме книг Одоевского вступила в литературный кружок, и у неё появилось желание попробовать написать какие-либо произведения, Надежда написала два труда: это «Руководство для наставниц» и «Курс ботаники по Ле Мау», их Надежда хотела напечатать, даже дополнила и исправила Курс Ботаники, все равно не могла написать по причине высокой стоимости печатания.
В начале 40-х годов у Надежды умерла мать, после этого Надежда вышла замуж за филолога по фамилии Дестунис, вскоре после свадьбы у неё умирает брат, а потом и сестра. Она продолжала заниматься литературной деятельностью. Живя в городе, она не забывала деревенскую жизнь и в 1859 году напечатала книгу «Деревня. Рассказы для юношества о сельской природе и быте», эта книга имела большой успех, в ней описывалась не только жизнь крестьян, но и многие другие вещи, такие как растения и животные.
Также в 1861 году Надежда издаёт ещё одну книгу, под названием «Сборник русских пословиц и песен». Надежда написала ряд статей в печатных изданиях того времени, из них стоит вспомнить статью 1859 года в газете «Русская беседа», «Чему женщины учились?» и статья 1864 года написанная в газете «День», под названием «Как учить простой народ». В этой статье критикуется российская образовательная система, методы и способы которым ученые комитеты образовывают народ, а также  образовательные книги. Разбирая общеобразовательные книги, Надежда приходит к выводу что хороших книг почти нет.
Кроме статей Надежда писала стихи, но не была ими удовлетворена, и поэтому не печатала. После смерти Надежды её муж отправил небольшую их часть в редакцию «Всемирного труда», по этим произведениям судить о её стихах невозможно, так как их слишком мало.
Надежда умерла 1 мая 1866 года, по некоторой информации 13 мая.